# 第七十八国立銀行
第七十八国立銀行（だいしちじゅうはちこくりつぎんこう）は、明治期に大分県中津町（現中津市）で設立された銀行。
1878年（明治11年）10月に中津町で、中津藩士族を中心に設立、初代頭取は山口広江。1888年（明治21年）8月八王子銀行（神奈川県南多摩郡八王子町（現東京都八王子市））に買収され、本店を中津から八王子に移転、中津にあった本店は中津支店になる（その後中津支店は第二十三国立銀行に統合）。1898年（明治31年）10月、営業満期国立銀行処分法に基づき、私立銀行八王子第七十八銀行に改称。1909年（明治42年）1月22日、任意解散。

## 沿革
- 1878年（明治11年）10月19日：大分県中津町で設立
- 1878年（明治11年）11月20日：開業
- 1888年（明治21年）8月：八王子銀行に買収され、本店を八王子に移転
- 1890年（明治23年）：中津支店が第二十三国立銀行に統合される
- 1898年（明治31年）10月：八王子第七十八銀行に改称
- 1909年（明治42年）1月22日：任意解散